# 日進市立北小学校
日進市立北小学校（にっしんしりつ きたしょうがっこう）は、愛知県日進市岩崎町にある公立小学校。

## 概要
- 1912年（明治45年）、日進尋常高等小学校から分離し、開校。
- 社会福祉法人中日新聞社会事業団が運営する複合型児童福祉施設、中日青葉学園の中に、北小学校青葉分校が設置されている。
- 校区は本郷町、岩崎町（北高上の一部、六ノ御堂、兼場、西田、畔道、新ラ田、石兼の一部、芦廻間の一部、六坊、根裏の一部、西ノ平、ケカチ、神明、市場、小林、大塚、大廻間、向イ田、梅ノ木、元井ゲ、竹田、芝内、 平池の一部、四ツ池、阿良池の一部、竹ノ山、岩根の一部、南口）、岩藤町（法然寺、陸見、平子、下原、三番割、黒砂雲、上原、所寒、七ツ塚の一部、長田の一部、夏焼の一部）、北新町（平池の一部、狐塚の一部、八幡西の一部、相野山の一部）、竹の山5丁目であり、公立中学校に進学する場合は日進市立日進中学校に進学する[1]。

## 沿革
- 1912年（明治45年）2月1日 - 日進尋常高等小学校から分離し、日進北部尋常小学校として開校する。
- 1916年（大正5年）4月23日 - 校舎を増築する。
- 1918年（大正7年）9月29日 - 北部農業補習学校を併設する。
- 1926年（大正15年）
  - 7月1日 - 青年訓練所を併設する。
  - 9月1日 - 高等科を設置し、日進北部尋常高等小学校に改称する。
- 1933年（昭和8年）5月30日 - 校舎を増築する。
- 1941年（昭和16年）4月1日 - 日進北部国民学校に改称する。
- 1945年（昭和20年）1月22日 - 1・2年生の疎開のために、本郷分教場、北新田分教場を設置。
- 1946年（昭和21年）3月 - 本郷分教場、北新田分教場を廃止。
- 1947年（昭和22年）4月1日 - 日進村立日進北部小学校に改称する。日進村立日進中学校の校舎が未完成のため、日進中学校北部分教場を設置。
- 1949年（昭和24年）8月15日 - 日進中学校の校舎が完成。日進中学校北部分教場を廃止。
- 1954年（昭和29年）12月1日 - 校舎を増築する。
- 1958年（昭和33年）1月1日 - 日進村が町制施行し、日進町が発足。同時に日進町立北小学校に改称する。
- 1960年（昭和35年）4月1日 - 児童福祉施設中日青葉学園が開園する。中日青葉学園内に北小学校青葉分校を設置する。
- 1967年（昭和42年）1月7日 - 現在地に校舎が完成し、移転する。
- 1968年（昭和43年）8月1日 - プールが完成する。
- 1972年（昭和47年）3月2日 - 体育館が完成する。
- 1975年（昭和50年）4月14日 - 校舎を増築する。
- 1978年（昭和53年）4月1日 - 校区の一部が新設の日進町立相野山小学校に移る。
- 1994年（平成6年）10月1日 - 日進町が市制施行し、日進市が発足。同時に日進市立北小学校に改称する。
- 2013年（平成25年）4月1日 - 日進市立竹の山小学校を分離する。

## 交通アクセス
- 愛知高速交通東部丘陵線（リニモ）長久手古戦場駅下車、徒歩約40分。

## 周辺施設
- 日進市立日進中学校
- 日進市立日進東中学校
- 日進市立相野山小学校
- 名古屋学芸大学
- 愛知学院大学日進キャンパス
- 椙山女学園大学日進キャンパス
- 中日青葉学園
- 岩崎城址
- 日進岩崎郵便局
- 東名高速道路・名古屋瀬戸道路日進JCT

## 著名な出身者
- 吉野裕斗（実業家・政治活動家）